# Прогресс (Адыгея)
Прогре́сс (адыг. Прогресс) — хутор в Гиагинском районе Республики Адыгея. Входит в Айрюмовское сельское поселение.

## География
Хутор расположен в северной части Гиагинского района, в междуречье рек Айрюм и Калмыж. Находится в 5,5 км к югу от центра сельского поселение — посёлка Новый, в 8 км к востоку от районного центра — станицы Гиагинская и в 38 км к северо-востоку от города Майкоп.
Вдоль северной окраины хутора проходит железнодорожная ветка «Армавир-Весёлая» и функционирует железнодорожная станция Прогресс. Параллельно неё тянется региональная автодорога 70К-040 «Белореченск-Дондуковская».
Площадь территории хутора составляет — 1,92 км2, на которые приходятся 1,45 % от общей площади сельского поселения.
Ближайшие населённые пункты: Образцовое на севере, Красный Хлебороб на северо-востоке, Дондуковская на востоке, Садовый на юго-востоке и Гиагинская на западе.
Населённый пункт расположен на Закубанской наклонной равнине, в переходной от равнинной в предгорную зону республики. Средние высоты на территории хутора составляют около 136 метров над уровнем моря. Рельеф местности представляет собой в основном волнистые предгорные равнины, имеющей общий уклон с юго-запада на северо-восток, с холмисто-курганными и бугристыми возвышенностями. Долины рек изрезаны балками и понижениями.
Гидрографическая сеть представлена реками Айрюм и Калмыж, сливающимися у северной окраины хутора. А также рекой Улька, протекающей к западу от населённого пункта. Также имеются различные водоёмы естественного и искусственного происхождений, расположенные в поймах рек.
Климат на территории хутора мягкий умеренный. Среднегодовая температура воздуха положительная и составляет около +11,5°С. Среднемесячная температура воздуха в июле достигает +23,0°С. Среднемесячная температура января составляет около 0°С. Среднегодовое количество осадков составляет около 720 мм. Основная часть осадков выпадает в период с мая по июль.

## История
Хутор был основан в 1951 году, на базе одноимённого совхоза.

## Население
| 2002 | 2010 | 2013 | 2014 | 2015 | 2016 | 2017 |
| ---- | ---- | ---- | ---- | ---- | ---- | ---- |
| 1027 | ↘963 | ↘956 | ↘939 | ↗940 | ↘936 | ↘929 |
| 2018 | 2019 | 2020 | 2021 | 2023 | 2024 |      |
| ↘911 | ↘905 | ↗919 | ↘839 | ↗843 | ↘838 |      |

Плотность — 436.46 чел./км2.
Национальный состав
По данным Всероссийской переписи населения 2010 года:
| Народ   | Численность, чел. | Доля от всего населения, % |
| ------- | ----------------- | -------------------------- |
| русские | 837               | 86,9 %                     |
| армяне  | 28                | 2,9 %                      |
| другие  | 98                | 10,2 %                     |
| всего   | 963               | 100 %                      |

По данным Всероссийской переписи населения 2021 года:
| Народ               | Численность, чел. | Доля от всего населения, % |
| ------------------- | ----------------- | -------------------------- |
| русские             | 761               | 90,70 %                    |
| армяне              | 17                | 2,03 %                     |
| адыги (черкесы)     | 11                | 1,31 %                     |
| турки               | 11                | 1,31 %                     |
| другие / не указано | 39                | 4,65 %                     |
| всего               | 839               | 100,0 %                    |

Мужчины — 471 чел. (48,9 %). Женщины — 492 чел. (51,1 %).

## Инфраструктура
Образование
- Средняя общеобразовательная школа № 5 — ул. Центральная, 2.
- Дошкольное учреждение № 5 «Сказка» — ул. Центральная, 2.

Здравоохранение
- Фельдшерско-акушерский пункт — ул. Центральная, 27.

Культура
- Дом культуры х. Прогресс — ул. Прогресс, 23.

## Улицы
| Заречная      |
| Комсомольская |
| Молодёжный    |

| Полевая           |
| Почтовый перeyлок |

| Советский переулок |
| Центральная        |